# East Alton
East Alton és una població dels Estats Units a l'estat d'Illinois. Segons el cens del 2000 tenia 6.830 habitants.

## Demografia
Segons el cens del 2000, East Alton tenia 6.830 habitants, 2.965 habitatges, i 1.787 famílies. La densitat de població era de 479,5 habitants/km².
Dels 2.965 habitatges en un 30,1% hi vivien nens de menys de 18 anys, en un 41,3% hi vivien parelles casades, en un 14,3% dones solteres, i en un 39,7% no eren unitats familiars. En el 35% dels habitatges hi vivien persones soles el 17% de les quals corresponia a persones de 65 anys o més que vivien soles. El nombre mitjà de persones vivint en cada habitatge era de 2,3 i el nombre mitjà de persones que vivien en cada família era de 2,95.
Per edats la població es repartia de la següent manera: un 25,2% tenia menys de 18 anys, un 8,9% entre 18 i 24, un 28,8% entre 25 i 44, un 20,6% de 45 a 60 i un 16,6% 65 anys o més.
L'edat mediana era de 36 anys. Per cada 100 dones de 18 o més anys hi havia 87,1 homes.
La renda mediana per habitatge era de 28.404 $ i la renda mediana per família de 35.655 $. Els homes tenien una renda mediana de 36.770 $ mentre que les dones 20.865 $. La renda per capita de la població era de 15.572 $. Aproximadament el 7,8% de les famílies i el 13,3% de la població estaven per davall del llindar de pobresa.

## Poblacions més properes
El següent diagrama mostra les poblacions més properes.